# Шиханы-4
Шиханы-4 — посёлок в Вольском районе Саратовской области в составе городского поселения Муниципальное образование город Вольск.

## География
Находится на расстоянии примерно 15 километров на северо-запад от города Вольск. 

## История
Альтернативное название Вольск-17. Жилой поселок войсковой части 42734.

## Население
Посёлок не выделялся отдельным населённым пунктом как при переписи 2002 года, так и в 2010 году.